# Birnen-Grünrüssler
Phyllobius pyri, auch als Birnen-Grünrüssler bezeichnet, ist ein Käfer aus der Familie der Rüsselkäfer und der Unterfamilie Entiminae.

## Merkmale
Die Rüsselkäfer erreichen eine Länge von 5–7 mm. Die Art weist einen Geschlechtsdimorphismus auf, die Männchen sind deutlich schlanker und länglicher als die Weibchen. Der Körper ist schwarz gefärbt, die Oberseite trägt dichte bis mäßig dichte grüne, seltener stattdessen kupferrote längliche Schuppen sowie Haare der gleichen Färbung. Alle Haare auf den Flügeldecken sind anliegend, nicht aufgerichtet. Die Schuppen können gleichmäßig, oder auch auf den ungeraden Zwischenräumen zwischen den Punktreihen der Flügeldecken teilweise reduziert sein, wodurch sich dann ein längsstreifiger Eindruck bietet. Sie können, insbesondere an älteren Exemplaren, auch weitgehend fehlen. Die Beine und Fühler können ebenfalls schwarz sein, oft sind sie ganz oder in Teilen rotbraun gefärbt.
Die Art ist ihrer Schwesterart Phyllobius vespertinus, mit der sie früher ungerechtfertigterweise zu einer Art vereinigt worden ist, sehr ähnlich und nur schwer von dieser, und einigen anderen Grünrüsslern, zu unterscheiden. Für eine genaue Bestimmung sind folgende Merkmale wichtig: Die Augen treten seitlich stark, etwa halbkugelig, aus der Kopfkontur vor, der kurze Rüssel ist zur Spitze hin nicht konisch verengt, die Stirn ist wesentlich breiter, etwa doppelt so breit, wie die Oberseite des Rüssels zwischen den Fühlergruben. Die Schienen der Vorderbeine besitzen auf der Außenseite auf ganzer Länge eine scharfe Kante, sie sind abgeplattet. Alle Schenkel können gezähnt sein, die Vorderschenkel tragen immer einen großen, breit dreieckigen Zahn.

## Verbreitung
Die Art kommt in der Paläarktis vor. Sie ist in Europa weit verbreitet. Sie kommt im Norden auf den Britischen Inseln und in Fennoskandinavien vor. Im Osten reicht das Verbreitungsgebiet über Sibirien und Zentralasien bis nach Ost- und Südostasien (Japan, Philippinen).

## Lebensweise
Die Käfer findet man häufig an Laub von Rosengewächsen (Rosaceae) wie Kirsche, Birne, Apfel, Eberesche und Weißdorn., sie fressen aber an einer Vielzahl von Laubbäumen, Sträuchern und auch an krautigen Pflanzen. Sie kommen häufiger an Blättern von holzigen Gewächsen vor als ihre Schwesterart Phyllobius vespertinus, die krautige Arten bevorzugt. Die Larven fressen im Boden an Wurzeln. Angegeben werden sie von Sauerampfer und Pappel, oder an Graswurzeln.
Die imaginalen Käfer treten in Deutschland ab Mitte April bis Mitte Juni, in kühlen Regionen erst ab Ende Juni auf.